# 방에 불을 꺼주오
"방에 불을 꺼주오"는 1970년 공개된 대한민국의 영화이다.

## 배역
- 최무룡
- 문희
- 이순재
- 황정순

## 수상
- 1971년 제7회 백상예술대상
  - 영화부문 연기상 - 최무룡
  - 영화부문 기술상(촬영) - 용우일
- 제5회 대일영화상
  - 작품상
  - 감독상 - 이형표